# روز عمل بومیان
روز عمل بومیان (انگلیسی: Aboriginal Day of Action) که بنام روز اعتراضات بومیان نیز شناخته می‌شود، روز اعتراض و تظاهرات سازمان یافته توسط گروه‌هایی از بومیان کانادا است که در روز ۲۹ ژوئن ۲۰۰۷ انجام شد. این تظاهرات در سراسر کشور برگزار گردید. این رویداد، هم‌اینک بنام روز عمل بومیان شناخته می‌شود و سالیانه شده‌است، بعبارتی تظاهراتی که هر سال در سراسر کشور در روز ۲۹ ژوئن میزبانی می‌شود.

## شرح
تظاهرات شامل ایجاد راه‌بندان در تعدادی از جاده‌های اصلی، بخصوص در شرق اونتاریو بود. تظاهرات بدین دلیل برگزار شد تا توجهات را به موضوعات زیر جلب کند: فقر بومیان، بی‌عملی دولت نسبت به موضوع دعاوی ارضی بومیان، کیفیت سلامت بومیان و برنامه خدمات اجتماعی و حذف توافق کلوونا توسط دولت فدرال.
تظاهرات در هماهنگی کامل با پلیس انجام شده بود.